# Sindicato Nacional de Trabajadores de la Educación
El Sindicato Nacional de Trabajadores de la Educación es un sindicato mexicano que reúne a los Trabajadores de la Educación (personal docente de educación básica, personal de apoyo y asistencia a la educación del catálogo institucional) de puestos de la Secretaría de Educación Pública, personal docente y no docente del modelo de educación media superior.
Actualmente es uno de los sindicatos magisteriales más grande del mundo y el sindicato más grande de América Latina.

## Historia
El SNTE tiene sus antecedentes en la lucha sindical de los profesores desde tiempos del presidente Porfirio Díaz, reprimidos fácilmente por el Gobierno de entonces. Las grandes agrupaciones de maestros hasta antes de 1934 se originaron en las huelgas magisteriales de mayo de 1919 y la huelga de Veracruz en 1927 y 1928. Ambos movimientos incidieron en la construcción y fortalecimiento de la Confederación Mexicana de Maestros.
En 1933 se inicia la «Irrupción de las masas», como se llamó en la época a la fundación de la Confederación Mexicana de Maestros y después, en 1934, de la Liga de Trabajadores de la Enseñanza (bajo la dirección del Partido Comunista de México y frustrado por el CEN de la CTM), la Universidad Obrera y la Federación Nacional de Trabajadores de la Enseñanza. Hacia 1935 se formó el Frente Único Nacional de Trabajadores de la Enseñanza, que culmina ese año con la creación de la Confederación Nacional de Trabajadores de la Enseñanza. Durante ese lapso se logró el ascenso sindical del magisterio por el enorme auge obrero, campesino y popular en asociaciones sindicalistas.
Desde 1939 se comenzó afianzar el SNTE con la formación de distintos gremios de obreros y organizaciones sindicales que se fueron adhiriendo a la Confederación de Trabajadores de México (CTM), que a su vez fungía como el sector obrero del PRI.
En 1936 la Confederación de Trabajadores de México apoya la creación del Sindicato de Trabajadores de la Enseñanza de la República Mexicana (STERM Intersindical). Desde su congreso constituyente y los primeros consejos se sentaron ciertas bases que culminarían en la concepción del Sistema Educativo Nacional. Empero, los conflictos magisteriales se agudizaron, al punto de que organizaciones empresariales de ese tiempo crearon sindicatos de oposición en favor de la educación eclesiástica en el Frente Revolucionario de Maestros (después Sindicato Mexicano de Maestros y Trabajadores de la Educación).
Se desata una crisis que provoca el surgimiento del SNATE, una ofensiva «anticomunista» a finales de los años 1930 y principios de los 1940 que propician el nacimiento del FRMM, retirar a Hermegildo de la Peña de la Secretaría General del STERM y con la provocación de Ayotzinapa, la crisis del FSTSE. Siguió la «era del terror» en los años de Octavio Véjar Vázquez, quien pretendió unir a los maestros desde la cúpula de la dirigencia, pero solo logró la división de Querétaro y el surgimiento del SMMTE y el SUNTE, provocaciones antimagisteriales, enfrentamientos entre cada vez más divisiones magisteriales y represiones antiestudiantiles.
Se intentó unificar el magisterio en abril de 1942 con la firma de un pacto de unidad entre el SMMTE, el SUNTE y el STERM. Con la acción unitaria de los dos primeros y la ofensiva de la SEP, se lograron librar escollos y se unieron lazos pues la fusión beneficiaba a los maestros, en un solo gremio.
Después de ello, la CTM respaldó la creación del actual SNTE en 1943 (82 años), con la dirigencia de Luis Chávez Orozco, que solo permanecería por espacio de un año en el cargo por divisiones internas del sindicato.
Posteriormente, en el Sexenio de Adolfo López Mateos se enfrentaría la huelga magisterial más importante en la primera mitad del siglo XX, misma que fue brutalmente reprimida a pesar de haber estado dentro del marco del derecho constitucional de huelga. Con ello, el SNTE se consolidó al unificarse el Sindicato Mexicano de Maestros y Trabajadores de la Educación.

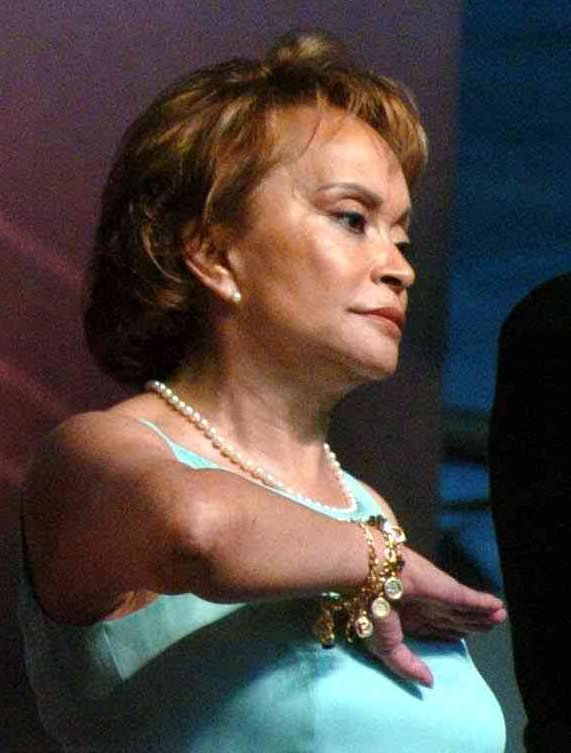
La polémica Elba Esther Gordillo Morales, fue designada presidenta vitalicia. No obstante por problemas legales fue encarcelada, y posteriormente sustituida por un presidente interino.

Después de varios secretarios generales, fue elegido el profesor de San Luis Potosí Carlos Jonguitud Barrios en el año de 1974. Su gestión fue controvertida, sobre todo por la promoción de un sindicalismo basado en huelgas. De las constantes excepciones y faltas a los estatutos e irregularidades se originaria la organización sindical opositora llamada Coordinadora Nacional de Trabajadores de la Educación. Continuó su polémica gestión frente al SNTE, hasta que el presidente Carlos Salinas de Gortari, en audiencia, le exigirá su renuncia, la cual se dio en 1989.
Después, el SNTE tendría como nueva lideresa a la controvertida Elba Esther Gordillo Morales, a quien se le acusaría de que en su gestión habría asesinatos políticos y un enriquecimiento inexplicable en repetidas ocasiones, lo cual ha negado. Desde ese entonces ha sido la presidenta vitalicia de la organización, posición desde la cual se le ha acusado de detener el avance de reformas educativas.
Posteriormente, precisamente por los conflictos de Elba Esther Gordillo Morales con el PRI, el sindicato se desprendería del segundo y fundaría su propio partido político, Nueva Alianza, el mismo que postularía a la hija de Elba Esther, Mónica Arriola Gordillo y al actual secretario de la organización, Rafael Ochoa Guzmán, como diputada y senador respectivamente.

## Dirigentes
| Secretario general          | Periodo     |
| --------------------------- | ----------- |
| Luis Chávez Orozco          | 1943 - 1945 |
| Gaudencio Peraza Esquiliano | 1945 - 1949 |
| Jesús Robles Martínez       | 1949 - 1952 |
| Manuel Sánchez Vite         | 1952 - 1955 |
| Enrique W. Sánchez          | 1955 - 1958 |
| Alfonso Lozano Bernal       | 1958 - 1961 |
| Alberto Larios Gaytán       | 1961 - 1964 |
| Edgar Robledo Santiago      | 1964 - 1967 |
| Félix Vallejo Martínez      | 1967 - 1971 |
| Carlos Olmos Sánchez        | 1971 - 1972 |
| Eloy Benavides Salinas      | 1972 - 1974 |
| Carlos Jonguitud Barrios    | 1974 - 1977 |
| José Luis Andrade Ibarra    | 1977 - 1980 |
| Ramón Martínez Martín       | 1980 - 1983 |
| Alberto Miranda Castro      | 1983 - 1986 |
| Antonio Jaimes Aguilar      | 1986 - 1989 |
| Refugio Araujo del Ángel    | 1989        |
| Elba Esther Gordillo        | 1989 - 1995 |
| Humberto Dávila Esquivel    | 1995 - 1998 |
| Tomás Vázquez Vigil         | 1998 - 2000 |
| Rafael Ochoa Guzmán         | 2000 - 2011 |
| Juan Díaz de la Torre       | 2011 - 2018 |
| Alfonso Cepeda Salas        | 2018 -      |

## El SNTE y su entorno social y político
El SNTE en sus inicios representó el ideal de organización sindical que permitió la unidad de los trabajadores de la educación en todo el país, atraídos por el poder que representaba la existencia de un sindicato único nacional.
Apoyado por sus lazos con el Estado y el Partido de la Revolución Mexicana (PRM), el SNTE se convirtió en un pilar del Estado, identificado con el nacionalismo y la hegemonía política, sosteniendo la unidad de todos los trabajadores de la educación del país y la voz de sus intereses laborales ante la autoridad educativa.
El SNTE se reconoce en las decisiones de política educativa, pues representa los intereses de grupos profesionales, técnicos, administrativos y sociales que conforman la base laboral del sector educativo. Se manifiesta en defensa de los principios del Artículo 3° Constitucional y respalda la educación gratuita y obligatoria impartida por el Estado.
Actualmente, los afiliados deben pagar a la comisión el 1% del salario como cooperación comisional.

## Organización
El SNTE está compuesto de una Presidencia Nacional, una Secretaría General Ejecutiva, Colegiados, Órganos Nacionales de Gobierno, Organismos Auxiliares y Asociaciones Solidarias. Está dividido en 61 Secciones Sindicales en toda la República Mexicana.
| Secciones sindicales del SNTE | Secciones sindicales del SNTE                                                                                     | Secciones sindicales del SNTE                                             | Secciones sindicales del SNTE                                                                         |
| Número                        | Comprende | Secretaria(o) general                                                     | Sitio Web                                                                                             |
| ----------------------------- | --- | ------------------------------------------------------------------------- | --- |
| 1                             | Aguascalientes | Profesor Mario Armando Valdez Herrera                                     | https://web.archive.org/web/20130516101120/http://snteags.org.mx/                                     |
| 2                             | Baja California                                                                                                   | Profesor Trinidad Mario Aispuro Beltrán                                   | http://www.seccion2.com/                                                                              |
| 3                             | Baja California Sur                                                                                               | Profesor Mateo Casillas Ibarra                                            | https://web.archive.org/web/20121028140544/http://www.sntebcs.org.mx/                                 |
| 4                             | Campeche | Profesor Mario Alberto Rodríguez Suárez                                   | https://web.archive.org/web/20130518164441/http://snte04.org.mx/                                      |
| 5                             | Coahuila | Profesor Everardo Padrón García                                           | http://www.snteseccion5.org.mx/ Archivado el 9 de mayo de 2013 en Wayback Machine.                    |
| 6                             | Colima | Profesor José de Jesús Villanueva Gutiérrez                               | https://web.archive.org/web/20130410162007/http://www.snte6.org.mx/                                   |
| 7                             | Chiapas | Profesor Pedro Gómez Bámaca (predecesor: Profesor Adelfo Alejandro Gómez) | https://www.facebook.com/CNTE7Chiapas/                                                                |
| 8                             | Chihuahua | Mtra. Eduardo Antonio Zendejas Amparán                                    | http://snte.org.mx/seccion8                                                                           |
| 9                             | Ciudad de México Inicial, Preescolar y Primaria.                                                                  | Profesora María Teresa Pérez Ramírez                                      | http://www.snteseccion9.org.mx/                                                                       |
| 10                            | Ciuda de México Secundaria, Educación física, Educación Artística, Educación Superior y Educación Media Superior. | Profesor Gustavo Vera Franco                                              | http://www.snteseccion10.org.mx/ Archivado el 18 de mayo de 2013 en Wayback Machine.                  |
| 11                            | Ciudad de México Personal de Asistencia y Apoyo a la Educación.                                                   | Profesor Emilio Ortíz Amaro.                                              | http://seccion11.snte.org.mx/(front público abajo)Archivado el 22 de mayo de 2014 en Wayback Machine. |
| 12                            | Durango | Profesora Adriana de Jesús Villa Huizar                                   | https://web.archive.org/web/20130518114854/http://seccion12durango.org.mx/                            |
| 13                            | Guanajuato | Profesor Juan Elías Chávez                                                | https://web.archive.org/web/20110301062608/http://snteseccion13gto.com/                               |
| 14                            | Guerrero | Profesor Silvano Palacios Salgado                                         | https://web.archive.org/web/20130308100820/http://www.snte.org.mx/pics/tools/visitaelsitio.png        |
| 15                            | Hidalgo | Profesor Francisco Sinuhé Ramírez Oviedo                                  | https://web.archive.org/web/20130328112139/http://snteseccion15.com/                                  |
| 16                            | Jalisco | Profesor Elpidio Yáñez Rubio                                              | https://web.archive.org/web/20140522001110/http://snte16.mexico.org/                                  |
| 17                            | Estado de México Valle de Toluca (zona no conurbada)                                                              | Eliud Terrazas Ceballos                                                   | https://web.archive.org/web/20130629172845/http://www.snte17.org/                                     |
| 18                            | Michoacán | Profesora Angélica Reyes Ávila                                            | http://www.snte.org.mx/seccion18                                                                      |
| 19                            | Morelos | Profesora Gabriela Bañón Estrada                                          | http://www.snte.org.mx/seccion19                                                                      |
| 20                            | Nayarit | Profesor José Manuel Torres Ávila                                         | https://snte.org.mx/seccion20/                                                                        |
| 21                            | Nuevo León | Profesor Casimiro Alemán Castillo                                         | https://web.archive.org/web/20130503130755/http://www.snte21.org.mx/                                  |
| 22                            | Oaxaca | Rubén Núñez GinezP                                                        | http://www.seccion22.org.mx/                                                                          |
| 23                            | Puebla | Profesor Alejandro Ariza Alonso                                           | http://www.snteseccion23.org.mx/                                                                      |
| 24                            | Querétaro | Profesor Maurino Morales García                                           | https://web.archive.org/web/20130618030808/http://www.snteseccion24.org/                              |
| 25                            | Quintana Roo | Profesor. Rafael González Sabido                                          | http://snte.org.mx/seccion25/                                                                         |
| 26                            | San Luis Potosí                                                                                                   | Profesor Juan Carlos Bárcenas Ramirez                                     | http://www.snte26.org.mx/                                                                             |
| 27                            | Sinaloa | Profesor Jesús Salomé Rodríguez Manjarrez                                 | https://web.archive.org/web/20130429055446/http://www.snte27-org.com/                                 |
| 28                            | Sonora | Profesor Fermín Borbón Cota                                               | https://web.archive.org/web/20130310032506/http://www.snte28.org.mx/                                  |
| 29                            | Tabasco | Profesor Guadalupe Arias Acopa                                            | https://web.archive.org/web/20130402000815/http://www.snteseccion29.org.mx/                           |
| 30                            | Tamaulipas | Profesor Arnulfo Rodríguez Treviño                                        | https://web.archive.org/web/20130315145039/http://www.snte30.org.mx/                                  |
| 31                            | Tlaxcala | Profesor J. Carmen Corona Pérez                                           | https://web.archive.org/web/20130423040801/http://snte31.org.mx/                                      |
| 32                            | Veracruz | Profesor Juan Nicolás Callejas Roldán                                     | https://web.archive.org/web/20120926083812/http://www.sntesecc32.org.mx/                              |
| 33                            | Yucatán | Profesor Alfredo Zmery Alba                                               | https://web.archive.org/web/20130718230004/http://snte33.org/                                         |
| 34                            | Zacatecas | Profesor Omar Pereyra Pérez                                               | https://web.archive.org/web/20130620133148/http://www.snte34.org/                                     |
| 35                            | La laguna: Coahuila y Durango                                                                                     | Maestro Arturo Díaz González                                              | http://www.seccion35.org.mx/Secc35/                                                                   |
| 36                            | Estado de México, Valle de México (zona conurbada)                                                                | Profesor Rigoberto Vargas Cervantes                                       | http://snte.org.mx/seccion36/                                                                         |
| 37                            | Baja California                                                                                                   | Profesora Ma. Luisa Gutiérrez Santoyo                                     | https://web.archive.org/web/20130208023030/http://www.snte37.com/                                     |
| 38                            | Coahuila | Profesora Isela Licerio Luévano                                           | https://web.archive.org/web/20130630231128/http://snte38.org.mx/                                      |
| 39                            | Colima | Profesor Adrián Orozco Neri                                               | https://web.archive.org/web/20130303014719/http://www.snte39.org.mx/                                  |
| 40                            | Chiapas | Profesor Julio César León Campuzano                                       | https://web.archive.org/web/20130115085953/http://www.seccion40.com.mx/SNTEe/                         |
| 42                            | Chihuahua | Profesor René Frías Bencomo                                               | http://www.seccion42.org.mx/ Archivado el 18 de mayo de 2013 en Wayback Machine.                      |
| 44                            | Durango | Profesora Clara Eugenia Gurrola Zamora                                    | http://snte44.blogspot.com/                                                                           |
| 45                            | Guanajuato | Profesor Juan Rigoberto Macías Vidales                                    | https://web.archive.org/web/20130609233946/http://www.snteseccion45.org.mx/                           |
| 47                            | Jalisco | Profesor Arnoldo Rubio Cardenas                                           | https://web.archive.org/web/20130805100959/http://seccion47.com.mx/main.html                          |
| 49                            | Nayarit | Profesor Miguel Ángel Islas Chio                                          | https://web.archive.org/web/20130721115225/http://snte49nay.org/                                      |
| 50                            | Nuevo León | Profesor Guadalupe Castillo García                                        | http://www.snte50.org.mx/ Archivado el 22 de mayo de 2013 en Wayback Machine.                         |
| 51                            | Puebla | Profesor Raúl Alfredo Gómez Palacios                                      | https://web.archive.org/web/20120809000334/http://www.snte51.org.mx/                                  |
| 52                            | San Luis Potosí                                                                                                   | Profesor Martin Rodriguez Ramirez                                         | http://www.snte.org.mx/seccion52/                                                                     |
| 53                            | Sinaloa | Profesor José Silvino Zavala Araujo                                       | https://web.archive.org/web/20120618133653/http://snte53.org/                                         |
| 54                            | Sonora | Profesor José Jaime Rochín Carrillo                                       | https://web.archive.org/web/20130328153347/http://snte54.com.mx/                                      |
| 55                            | Tlaxcala | Profesor Armando Ramos Flores                                             | http://snte.org.mx/seccion55/                                                                         |
| 56                            | Veracruz | Profesor José Reveriano Marín Hernández                                   | https://web.archive.org/web/20130323235600/http://snteseccion56veracruz.org.mx/                       |
| 57                            | Yucatán | Profesor Luis María Aguilar Castillo                                      | http://www.snte.org.mx/seccion57/                                                                     |
| 58                            | Zacatecas | Profesor Ramón García Pedroza                                             | http://www.snteseccion58.org.mx/ Archivado el 21 de mayo de 2013 en Wayback Machine.                  |
| 59                            | Oaxaca | Profesor Joaquín Echeverría Lara                                          | http://snte.org.mx/seccion59/                                                                         |
| 60                            | Ciudad de México IPN                                                                                              | Profesor Oscar Martín Ramos Salinas                                       | http://www.snte.org.mx/seccion60/                                                                     |
| 61                            | Ciudad de México INSTITUTOS TECNOLÓGICOS FEDERALES                                                                | Profesor Carlos Segura Dorantes                                           | http://www.snte.org.mx/seccion61/                                                                     |

El personal de asistencia y apoyo a la educación agrupa a más de 53 mil trabajadores de apoyo y asistencia a la educación, incluyendo adquisiciones, administración y finanzas del sindicato nacional.
El Personal de Apoyo y Asistencia a la Educación, en la referencia anterior corresponde a los trabajadores de apoyo en el Distrito Federal, ya que a nivel nacional es de 400,000 trabajadores aproximadamente.
El SNTE está conformado por 61 Secciones sindicales, y de estas, solo la Sección XI esta Constituida por Personal de Apoyo y Asistencia a Educación, y aun cuando el Personal de Apoyo representa el 30% de la membresía en cada sección, la importancia del papel que desempeña en sus múltiples Funciones(en los grupos;Administrativos, Técnicos, Profesionistas y de Servicios) tiene muy poco reconocimiento social, gremial y laboral.
Los números saltados corresponden a solicitudes presentadas ante el CEN del SNTE para crear nuevas secciones, pero que quedaron sin cumplir los requisitos posteriores para formar una sección o se mantienen en definición, como el caso de la sección 43 que agruparía escuelas particulares (privadas).